# Assembleia Nacional Ucraniana – Autodefesa do Povo Ucraniano
A Assembleia Nacional Ucraniana – Autodefesa Popular Ucraniana (em ucraniano:  Українська Національна Асамблея-Українська Народна Самооборона, УНА-УНСО, UNA-UNSO) é uma organização ucraniana nacionalista. É divida em dois setores: a Assembleia Nacional Ucraniana (UNA), ala política, e a Autodefesa Popular Ucraniana (UNSO), ala paramilitar.
Embora a Assembleia Nacional Ucraniana (em ucraniano:  УНА, UNA) fosse o braço político da organização, em 22 de maio de 2014 ela se fundiu com o Setor Direita; a UNA-UNSO continua a operar de forma independente. A UNA-UNSO foi descrita pelo especialista em segurança internacional Andrew McGregor como um "movimento influente, mas marginal", que influenciou profundamente a política de extrema direita na Ucrânia devido à sua visibilidade e militância, embora ainda tivesse números pequenos. De acordo com Andreas Umland e Anton Shekhovtsov, a UNA-UNSO foi criada em 1991 como uma "formação composta por membros da UNA que serviram nas forças armadas soviéticas ... para enfrentar o Comitê Estatal de Emergência".
A UNSO participou de diversos conflitos militares internacionais enviando voluntários. Incluindo a Guerra da Transnístria, Guerra na Abecásia (1992–1993), Primeira Guerra da Chechênia, Primeira Guerra do Alto Carabaque e na Guerra Russo-Ucraniana.

## História

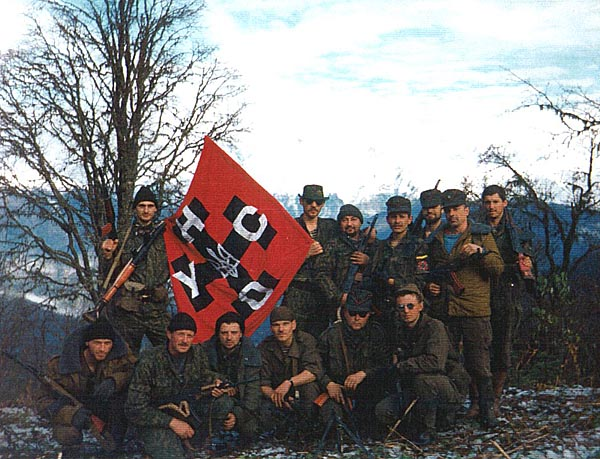
Voluntários da UNSO na Geórgia durante a Guerra da Abecásia

### Primeiros anos
A UNA foi criada em 30 de junho de 1990 em Lviv como a Assembléia Interpartidária Ucraniana (UMA), liderada pelo político dissidente e escritor nacionalista Dmytro Korchynsky. De 3 a 4 de novembro de 1990, um congresso da Associação Nacional Ucraniana (UNS) foi realizado em Kiev. Em 11 de janeiro de 1991, esquadrões da UNS chefiados por Yuriy Tyma vigiaram o Palácio de Seimas durante os eventos de janeiro na Lituânia. Em 30 de junho de 1991, cerca de 200 membros da UNS realizaram um desfile de tochas em Lviv comemorando a declaração de independência da Ucrânia em 1941.
Durante os primeiros dias da tentativa de golpe de estado soviético de 1991, um esquadrão da UNS liderado pelo veterano da Guerra do Vietnã Valeriy Bobrovych partiu para Moscou; o esquadrão mais tarde lançou as bases para o batalhão Argo. Em 19 de agosto de 1991, durante a luta contra o Comitê Estadual do Estado de Emergência, a UNS criou esquadrões da Autodefesa do Povo Ucraniano (UNSO) em Kiev. Os esquadrões foram formados em torno de um pequeno grupo de veteranos do exército soviético étnico-ucraniano da guerra no Afeganistão. Em dezembro de 1990, Yuriy Shukhevych, filho de Roman Shukhevych, foi eleito o primeiro líder da UNS. Por causa da Declaração de Independência da Ucrânia em 8 de setembro de 1991, a sexta sessão da UMA foi renomeada para Assembleia Nacional Ucraniana; ficou conhecido como UNA-UNSO, devido à estreita associação da UNSO com a UNA. Desde sua independência em 1991, a Ucrânia teve movimentos separatistas com o objetivo de reunir partes da Ucrânia com a Rússia e outros países vizinhos. A UNA-UNSO impediu o Deputado Popular Goncharov do Soviete Supremo da União Soviética de restabelecer a República Soviética de Donetsk-Krivoy Rog e a Guarda Nacional de Donetsk no Donbass. Em Kiev, o Fórum Patriótico (fórum Otyechestvyennyi) foi abolido. Em novembro de 1991, a UNSO realizou um comício e, devido a uma briga envolvendo combatentes da UNSO, o governo fez as primeiras prisões em massa de ativistas da UNSO. Em Odessa UNSO suspendeu uma iniciativa para criar uma República Novorossiysk, influenciando movimentos separatistas em Bukovina e Zakarpattia. Em 7 de junho de 1992, um grupo da UNSO de Lviv dissolveu um congresso romeno em Chernivtsi que defendia a unificação do norte da Bucovina e da Romênia. No início de 1993, a UNSO tinha cerca de 4.000 membros.

### Desde 1994
A UNA foi registrada como partido político em dezembro de 1994, e nas eleições parlamentares ucranianas de 1994, três membros da UNA-UNSO foram eleitos deputados à Verkhovna Rada (parlamento ucraniano). Em setembro de 1995, seu registro foi suspenso até 1997.
A UNSO foi registrada como uma organização pública apenas nos oblasts de Lviv, Ternopil, Rivne e Poltava. Na prática, no entanto, não houve distinção entre os membros de ambas as organizações.
De 1994 a 1997, os membros da UNA-UNSO tornaram-se proeminentes na Ucrânia através de uma série de atividades anti-russas. Deputados da UNA-UNSO destruíram uma bandeira russa na Verkhovna Rada, combatentes da UNA-UNSO juntaram-se aos rebeldes chechenos na Primeira Guerra Chechena e ativistas organizaram manifestações contra cantores pop russos que visitavam a Ucrânia. A UNA-UNSO tomou partido nos assuntos da igreja ucraniana e entrou em confronto com a polícia durante o funeral em julho de 1995 do Patriarca Volodomyr, chefe da Igreja Ortodoxa Ucraniana do Patriarcado de Kiev.

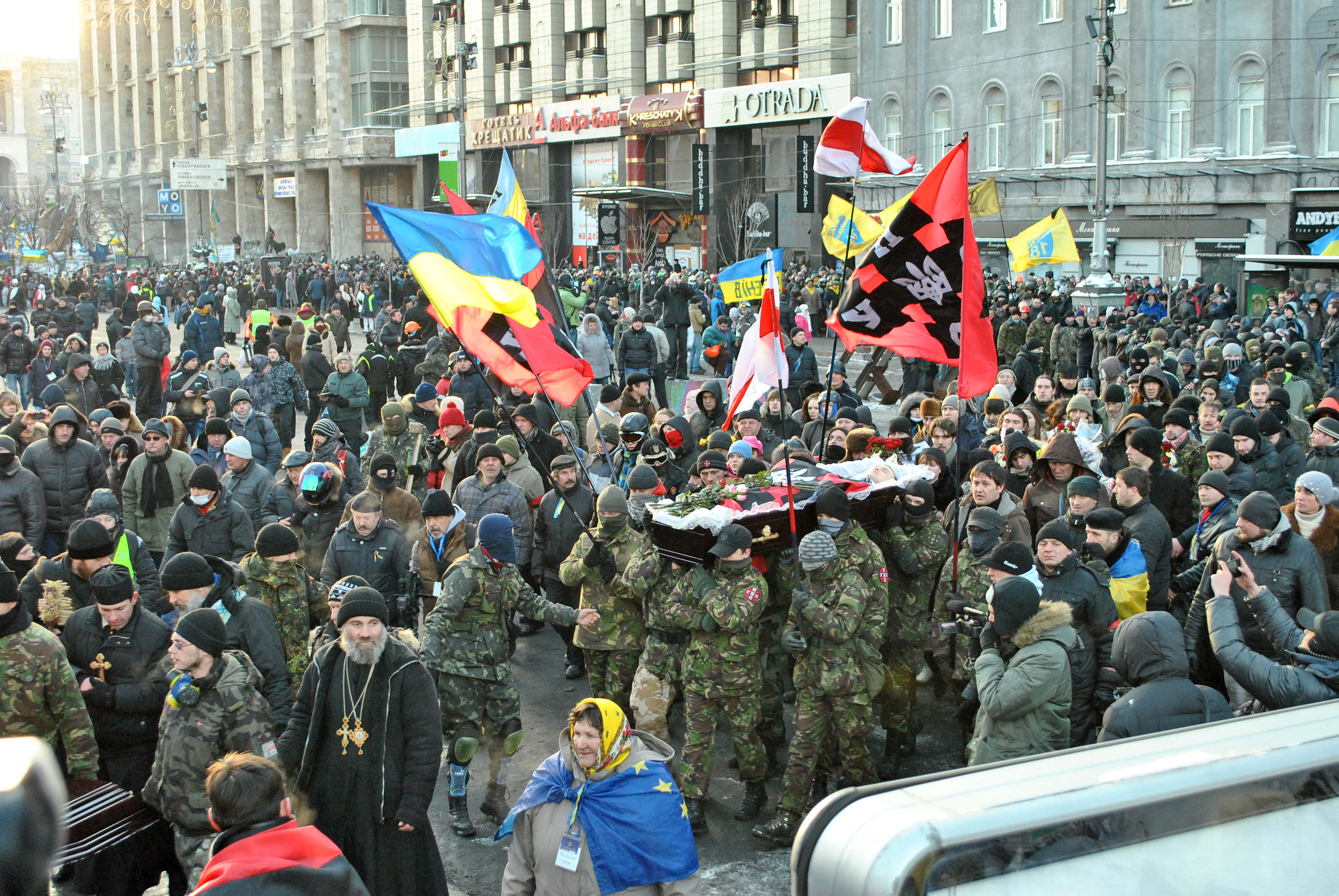
Funeral de um membro do UNA-UNSO em Kyiv, 2014.

Em 1997, o governo de Leonid Kuchma proibiu a Assembleia Nacional Ucraniana – Autodefesa Nacional Ucraniana. Os membros da UNA-UNSO responderam com violentos protestos de rua, resultando em mais de 250 prisões. Dmytro Korchynsky, um dos presos, logo deixou a organização. Assembleia Nacional Ucraniana - Membros da Autodefesa Nacionalista Ucraniana participaram da campanha de protesto Ucrânia sem Kuchma de 2000-01. Nas eleições parlamentares de 2002, Andriy Shkil ganhou um distrito eleitoral em Lviv Oblast e um assento na Verkhovna Rada.
A UNA-UNSO participou das eleições parlamentares ucranianas de 2012, recebendo 0,08% dos votos nacionais e não vencendo nenhum dos cinco distritos eleitorais nos quais apresentou candidatos.) e, portanto, não conseguiu obter representação parlamentar.
Em março de 2014, a Rússia abriu um processo criminal contra o partido e alguns de seus membros, incluindo o líder do partido Oleh Tyahnybok) de Svoboda, por "organizar uma gangue armada" que supostamente lutou contra a 76ª Divisão de Assalto Aéreo da Guarda Russa durante a primeira guerra chechena. A ala política da Assembleia Nacional Ucraniana da organização se fundiu com o Setor Direita em 22 de maio de 2014.